# Rancholabréen
 (novembre 2022).
Si vous disposez d'ouvrages ou d'articles de référence ou si vous connaissez des sites web de qualité traitant du thème abordé ici, merci de compléter l'article en donnant les références utiles à sa vérifiabilité et en les liant à la section « Notes et références ».
Le Rancholabréen est un étage stratigraphique d'Amérique du Nord selon la chronologie des North American Land Mammal Ages (NALMA). Il s'étend de 1 800 000 à 300 000 ans avant aujourd'hui, succédant à l'Irvingtonien.